# Caisse nationale de prévoyance sociale (Côte d'Ivoire)
Pour les articles homonymes, voir Caisse nationale de la prévoyance sociale.
La Caisse nationale de prévoyance sociale de Côte d'Ivoire, abrégée CNPS, est une institution de prévoyance sociale créée le 15 décembre 1955 sous le nom de Caisse de Compensation des Prestations Familiales, puis le 20 décembre 1968 sous son nom actuel.
Elle est chargée en Côte d'Ivoire, de gérer le régime obligatoire de la prévoyance sociale du secteur privé. Anciennement Établissement public à caractère industriel et commercial (EPIC) puis Établissement public national (EPN), la CNPS est une société privée de type particulier depuis le 6 août 1999. 
La CNPS est placée sous une double tutelle : celle du Ministère de l'emploi et de la Protection Sociale et celle du Ministère de l’Économie et des Finances. Elle est déconcentrée en une vingtaine d'agences locales disséminées dans toute la Côte d'Ivoire.
La CNPS détient 15% de la Loterie nationale de Côte d'Ivoire (LONACI).
La Caisse nationale de prévoyance sociale de Côte d'Ivoire est affiliée à la Conférence interafricaine de la prévoyance sociale (CIPRES).